# 拉鲁斯 (摩纳哥)

摩纳哥行政区划图，拉鲁斯编号02

拉鲁斯（法語：La Rousse，法語發音：[la ʁus]）是摩纳哥大公国最北边的行政区，之前是蒙特卡洛的一部分。该区以住宅为主，包括一座叫做Odeon Tower的摩天大楼，建成后是世界前200的高楼（以楼层数计算）。